# Сантьяго, Уго
Уго Сантьяго (исп.  Hugo Santiago, 12 декабря 1939, Буэнос-Айрес — 27 февраля 2018, Париж) — аргентинский и французский кинорежиссёр, сценарист, представитель экспериментального кино.

## Биография и творчество
Учился в Буэнос-Айресском университете, познакомился с Борхесом. По стипендии Национального художественного фонда в 1959 уехал во Францию, где с тех пор и живет. Работал ассистентом режиссёра у Робера Брессона, в частности — на фильме Процесс Жанны д’ Арк. Выступал как театральный режиссёр и хореограф. Снимался в фильмах Рауля Руиса, Эдгардо Козаринского.
В конце 1970-х и в 1980-е годы работал над «аудиовизуальными объектами», своего рода театрализованными церемониалами — телевизионными фильмами по драматическим и оперным постановкам. В дальнейшем сосредоточился на документальных фильмах об искусстве и словесности — Морисе Бланшо (1998, с участием Э.Левинаса и Ж.Дюпена), Бетховене (1999), бразильской певице Марии Бетании (2001). В 2002 вернулся к сюжетному кино, сняв фильм Волк с Западного берега. В настоящее время работает над полнометражным игровым фильмом  Прощай, который должен завершить трилогию о вымышленном городе Аквилея (фантастический, мифологизированный Буэнос-Айрес), о родине и изгнании, начатую фильмом Вторжение  и продолженную Тротуарами Сатурна.
Работы Саньяго — всегда эксперимент и прежде всего жанровый, то есть относящийся к самой природе кинореальности, трактовке времени и  пространства, вещной среды и невещественной атмосферы, мотивации и пластики героев: его интересует, в первую очередь, соединение фантастики с документальностью, неотъемлемое от языка кино.

## Избранная фильмография
- Los Contrabandistas (1967, Аргентина, короткометражный, по сценарию Борхеса)
- Los Taitas (1968, Аргентина, короткометражный, по сценарию Борхеса)
- Вторжение/ Invasión (1969, Аргентина, сценарий Борхеса, Бьоя Касареса и Сантьяго, специальное упоминание МКФ в Локарно)
- Чужаки/ Les Autres (1974, Франция, сценарий Борхеса, Биой Касарес, Бьоя Касареса и Сантьяго, номинация на Золотую пальмовую ветвь)
- Послушай… / Écoute voir…  (1979, Франция, с Катрин Денёв, сценарий Клода Олье по роману Росса МакДоналда)
- Тротуары Сатурна/ Les Trottoirs de Saturne (1986, Франция-Аргентина, сценарий Хуана Хосе Саэра и Хорхе Семпруна)
- Электра/ Électre (1987, Франция, телевизионный, по трагедии Софокла)
- La Geste gibelline (1988, Франция-Аргентина, по опере Я. Ксенакиса Орестиада)
- Перечисления/ Enumérations (1989, Франция, телевизионный, по музыке Жоржа Апергиса)
- Голос человеческий/ La voix humaine (1989, Франция, по музыкальной драме Кокто и Пуленка)
- Жизнь Галилея/ La Vie de Galilée (1992, Франция, телевизионный, по Брехту)
- Волк с Западного берега/ Le Loup de la côte Ouest  (2002, Франция-Португалия-Аргентина)